# Anna Waser
Anna Waser (Zúrich, 16 de octubre de 1678 - Zúrich, 20 de septiembre de 1714) fue una pintora suiza.
Anna fue la quinta hija de Johann Rudolf y Esther  Müllery Waser, una familia adinerada y respetada de Zúrich. A pesar de las convenciones sociales de la época, su padre promovió el desarrollo de su talento artístico. Asistió a clases con Johannes Sulzer, y luego se mudó a Berna para estudiar con Joseph Werner, uno de los principales pintores suizos, donde era la única mujer en el "taller de aprendizaje para pintar" de Werner. Luego regresó con su familia a Zúrich donde realizó numerosos retratos por encargo. Su obra fue vista también fuera de Suiza y en 1699 fue nombrada por el conde Wilhelm Moritz von Solms-Braunfels como pintora de la corte en el castillo de Braunfels an der Lahn en Hesse.
A partir de 1702 regresó a Zúrich a hacerse cargo de su madre enferma y su trabajo como artista decayó. Pintaba esporádicamente algunos retratos, viñetas de caligrafía y escenas pastorales en miniatura, siendo estas últimas por las que luego se llegaría conocer su obra.
Murió en 1714 como consecuencia de una caída.